# ペガスス座シータ星
ペガスス座θ星 (θ Pegasi, θ Peg) は、ペガスス座にある恒星で4等星。

## 概要
A型主系列星で、中心核で水素の核融合が行われる期間のおよそ半分を過ぎたと考えられている。この星とε星を結んだ先に球状星団M15がある。

## 名称
固有名ビハム (Biham) はアラビア語で「（子羊や子ヤギなどの）若い獣の幸運（の星）」を意味する saʿd al-bihām に由来するが、この名前が付いた経緯は明らかでない。2016年8月21日に国際天文学連合の恒星の命名に関するワーキンググループ (Working Group on Star Names, WGSN) は、Biham をペガスス座θ星の固有名として承認した。